# Adalberto I de Ivrea
Adalberto I (c. 870 - 923/924), cognominado o Rico, foi marquês de Ivrea de 902 até sua morte, tendo sucedido a seu pai.

## Biografia
Em 905, Adalberto se rebelou contra o sogro em apoio a Luís III da Provença. Quando este foi derrotado, capturado e cegado, Adalberto foi exilado para a Borgonha, de onde veio seu pai. Posteriormente, ele voltou e se rebelou novamente, desta vez, com Lamberto, arcebispo de Milão, em apoio a outro pretendente ao trono da Itália, Rodolfo II da Borgonha. Embora sem sucesso no início, ele e Rodolfo derrotaram Berengário na Batalha de Firenzuola, em 29 de julho de 923.
Adalberto faleceu posteriormente em 923 ou em 924, e foi sucedido por seu filho Berengário.

## Relações familiares
Foi filho de Anscário de Ivrea, primeiro marquês de Ivrea, conselheiro-mor do rei Berengário I da Itália.
Por volta de 900, Adalberto casou com a princesa Gisela do Friul (876 - 23 de janeiro de 913), filha do rei Berengário I da Itália e de Berta de Spoleto, de quem teve:
1. Berengário II de Itália ou Berengário de Ivrea (c. 900 — Bamberg, 6 de julho de 966)[2] foi marquês de Ivrea, entre 928 e 950 e rei da Itália, de 950 a 961. Casou com Vila III de Arles (912-970), também conhecida como Vila da Toscana, filha de Bosão de Arles e Avinhão[3] (885 - 936), conde de Avinhão e marquês da Toscana, e de Guilda da Borgonha
2. Berta, abadessa de Módena.

Cerca de 915, casou pela segunda vez com Hermengarda da Toscana, filha de Adalberto II, marquês da Toscana, e de Berta da Lotaríngia. Dois possíveis filhos nasceram desta união:
- Anscário de Espoleto (? -940 ou 941), duque de Espoleto;
- Adalberto de Ivrea.